# Les Alleuds (Deux-Sèvres)
Pour les articles homonymes, voir Les Alleuds.
Les Alleuds est une ancienne commune française, située dans le département des Deux-Sèvres en région Nouvelle-Aquitaine.
Depuis le 1er janvier 2017, Les Alleuds est devenue une commune déléguée au sein de la commune nouvelle d'Alloinay avec Gournay-Loizé.

## Toponymie
Ce nom apparaît en 1120 sous la forme Alodus.
L'alleu désignait un domaine héréditaire exempt de toute redevance, un des piliers du droit féodal, à l'opposé donc du fief. Les alleutiers, paysans indépendants, disparurent au XIIe siècle.
Mot d'origine germanique, probablement francique : alue au XIIe ou XIe siècle, qui provient du germanique alōd « alleu », alod « complètement libre », francique alôd « pleine propriété », issus du francique al « tout » et ôd « bien ». Transcrit alodis dans la Loi salique et allodium dans la Loi des Longobards.

## Politique et administration
| Période   | Période       | Identité          | Étiquette | Qualité |
| --------- | ------------- | ----------------- | --------- | ------- |
| 1800      | 1816          | Jacques Prévost   |           |         |
| 1816      | 1842          | Georges Béguier   |           |         |
| 1844      | 1862          | Jean Poullioux    |           |         |
| 1862      | 1871          | Jacques Prévost   |           |         |
| 1871      | 1875          | Jacques Gurgand   |           |         |
| 1875      | 1879          | Alexandre Béguier |           |         |
| 1881      |               | Jacques Prévost   |           |         |
| mars 2001 | réélu en 2008 | Bernard Chartier  |           |         |

## Démographie
L'évolution du nombre d'habitants est connue à travers les recensements de la population effectués dans la commune depuis 1793. À partir du 1er janvier 2009, les populations légales des communes sont publiées annuellement dans le cadre d'un recensement qui repose désormais sur une collecte d'information annuelle, concernant successivement tous les territoires communaux au cours d'une période de cinq ans. 
Pour les communes de moins de 10 000 habitants, une enquête de recensement portant sur toute la population est réalisée tous les cinq ans, les populations légales des années intermédiaires étant quant à elles estimées par interpolation ou extrapolation. Pour la commune, le premier recensement exhaustif entrant dans le cadre du nouveau dispositif a été réalisé en 2008,.
En 2014, la commune comptait 274 habitants, en évolution de −6,16 % par rapport à 2009 (Deux-Sèvres : +1,97 %, France hors Mayotte : +2,49 %).
| 1793 | 1800 | 1806 | 1821 | 1831 | 1836 | 1841 | 1846 | 1851 |
| ---- | ---- | ---- | ---- | ---- | ---- | ---- | ---- | ---- |
| 414  | 457  | 480  | 525  | 550  | 591  | 595  | 597  | 627  |

| 1856 | 1861 | 1866 | 1872 | 1876 | 1881 | 1886 | 1891 | 1896 |
| ---- | ---- | ---- | ---- | ---- | ---- | ---- | ---- | ---- |
| 595  | 603  | 647  | 628  | 643  | 639  | 641  | 636  | 656  |

| 1901 | 1906 | 1911 | 1921 | 1926 | 1931 | 1936 | 1946 | 1954 |
| ---- | ---- | ---- | ---- | ---- | ---- | ---- | ---- | ---- |
| 583  | 575  | 536  | 529  | 518  | 486  | 464  | 438  | 382  |

| 1962 | 1968 | 1975 | 1982 | 1990 | 1999 | 2008 | 2013 | 2014 |
| ---- | ---- | ---- | ---- | ---- | ---- | ---- | ---- | ---- |
| 410  | 400  | 366  | 339  | 307  | 285  | 289  | 273  | 274  |

## Lieux et monuments
- Église Notre-Dame, ancienne abbatiale, construite en 1120, détruite en 1790.